# Thierry Méranger
Thierry Méranger, né le 7 janvier 1965 à Bar-le-Duc, est un enseignant, programmateur et critique de cinéma français.

## Parcours professionnel
Membre du comité de rédaction des Cahiers du Cinéma depuis 2004, Thierry Méranger est l'auteur de plus de 400 textes ou articles. Il a réalisé pour la revue de nombreux entretiens avec des cinéastes du monde entier. Il est aussi un collaborateur régulier du magazine Blink Blank, consacré au cinéma d'animation. Il anime régulièrement des ateliers autour de la critique de cinéma et présente de nombreuses séances (Fema de La Rochelle, festival de Locarno, festival Travelling de Rennes, festival Cinemed de Montpellier).
Parallèlement à son activité de critique, Thierry Méranger est aussi enseignant ; titulaire d’une agrégation de lettres modernes et d'une maîtrise d'histoire, il est le fondateur des sections cinéma du lycée Rotrou de Dreux et est chargé de cours à La Fémis, en section exploitation. Il a également enseigné plusieurs années à Paris 1 Panthéon Sorbonne en tant qu'intervenant en analyse filmique au sein du Master Pro Scénario, réalisation, production. Il a été aussi à plusieurs reprises rédacteur en chef des documents nationaux des dispositifs d'éducation à l'image Collège au cinéma et Lycéens au cinéma (2013-2021), mais aussi l'auteur de plusieurs livrets sur les films programmés (The Intruder, Tous au Larzac, Chicken Run).
Il est le délégué général du festival Regards d’Ailleurs de Dreux depuis mars 2003 et président de l’association Fenêtre sur Films, qui propose entre autres la programmation annuelle Ciné-Clic.
Thierry Méranger a été nommé au grade de chevalier de l'ordre des Arts et des Lettres à l'été 2020.

## Publications et créations diverses
Thierry Méranger publie en 2007 l'essai intitulé Le Court Métrage. Cet ouvrage didactique co-édité par les Cahiers du cinéma fait partie de la collection « Les Petits Cahiers » et offre un panorama historique du court métrage, de ses débuts à sa place dans le cinéma contemporain.
Il initie et met en place pour ses élèves et étudiants au printemps 2020, en temps de confinement, le projet Internet Wind(Ow) qui invite chacun à s'essayer à la prise de vue depuis sa fenêtre. L'expérience mène à la création plus de 170 films courts parmi lesquels 30 films inédits de cinéastes qui ont eux aussi répondu à l'appel (parmi lesquels Michel Gondry, Mathieu Amalric, José Luis Guerin, Thierry de Peretti, Danielle Arbid, Sophie Mirouze ou Gaël Lépingle). Le projet sera amplifié et hébergé par la plateforme « Par ma fenêtre », en collaboration avec le réalisateur Benoît Labourdette.
Il a participé à plusieurs documentaires sur le cinéma : Continuity, entretien avec Ken Loach d’Antony Cordier (2004), Michel Gondry : courir après d’André S. Labarthe (Cinéastes, de notre temps, 2011), Entretien inédit avec Hirokazu Kore-Eda (édition spéciale du DVD Une affaire de famille, Le Pacte, 2019).

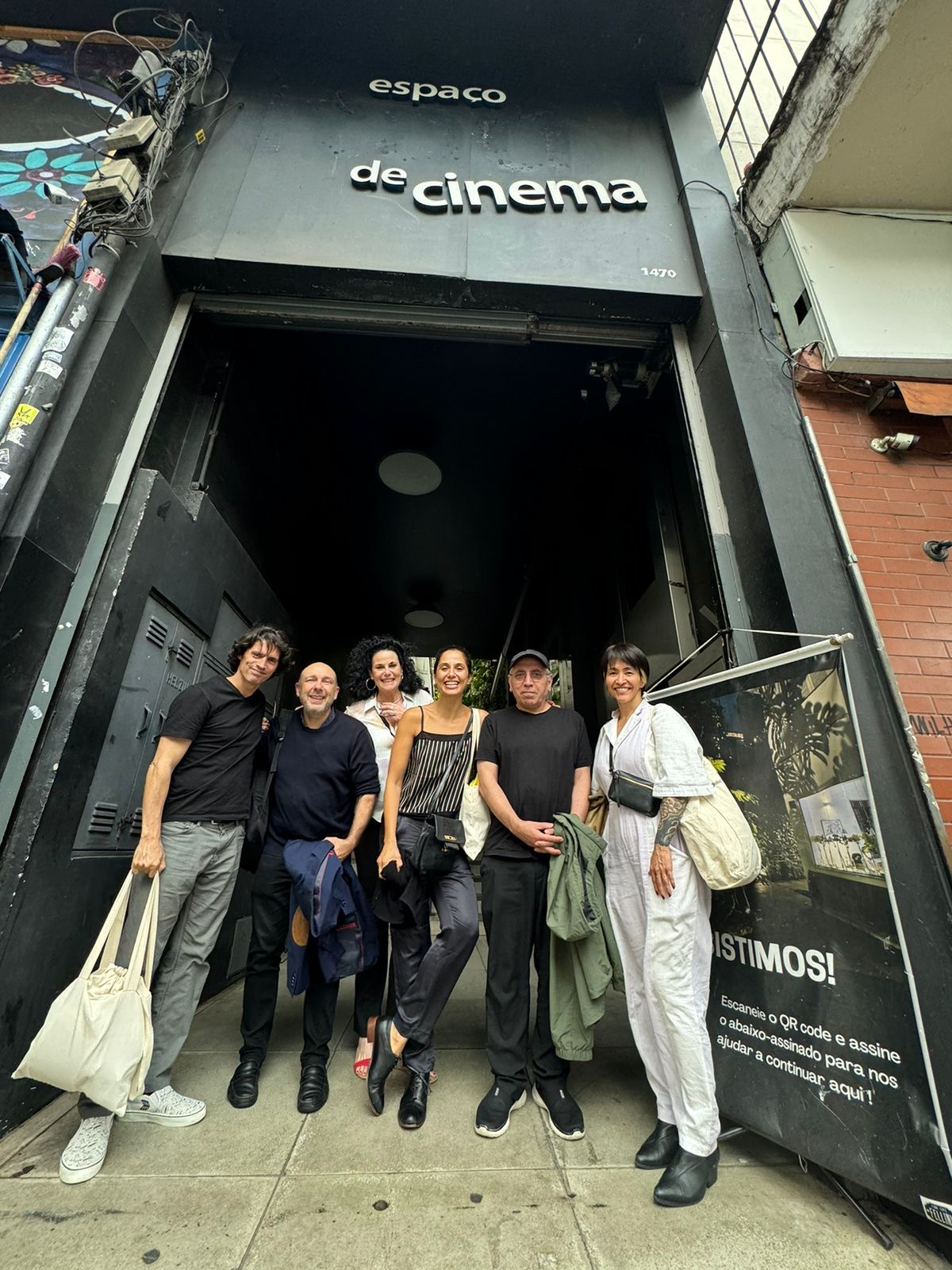
Le jury de la du Festival international du film de São Paulo :, Thierry Méranger, Hebe Tabachnik, Camila Pitanga et Mohsen Makhmalbaf.

## Activités festivalières
Engagé dans la programmation et l'animation de plusieurs manifestations cinématographiques, Thierry Méranger crée le festival Regards d’Ailleurs en 2003, en partenariat avec la ville de Dreux, et en devient le délégué général et artistique. Ce festival, consacré tous les ans à l'exploration d'un territoire cinématographique différent, lui a permis d'accueillir dans ce cadre de très nombreux invités, parmi lesquels Frederick Wiseman, Irène Jacob, Hirokazu Kore-eda, Marianne Slot, Pedro Costa, Patricio Guzmán, Ursula Meier, Rolf de Heer, Charlotte Rampling, Alejandro Jodorowsky, Frédéric Pierrot, Walter Salles ou Mathieu Amalric.
Entre 2015 et 2017, Thierry Méranger est créateur et responsable artistique du Festival Cap sur le Monde de Blois.
Parmi plusieurs participations à des festivals en tant que membre du jury (Évreux, Villerupt, Pantin, Stuttgart-Tübingen, Montpellier), il a participé à Cannes Soundtrack à l'occasion du Festival de Cannes, entre 2013 et 2016.
Il a été invité par le festival international du film de São Paulo, au Brésil, à l'occasion de la 48e édition de 2024.